# Paul Lang (Autor)
Paul Lang (* 3. Oktober 1894 in Basel; † 10. September 1970 in Faido) war ein Schweizer Schriftsteller und Lehrer. Er beeinflusste mit seinen Ideen in den 1930er Jahren massgeblich die Ideenwelt der Nationalen Front in der Schweiz.

## Leben
Paul Lang studierte von 1916 bis 1920 an verschiedenen Schweizer Universitäten Geschichte und französische Literatur und schloss 1920 in Zürich mit einer Doktorarbeit über Karl Bürkli ab. Anschliessend zog er nach London, wo er bis 1924 deutsche Literatur studierte und als Sekretär der lokalen Gruppe der Neuen Helvetischen Gesellschaft amtete. Nach seiner Rückkehr arbeitete er als Lehrer für Deutsch, Englisch und Geschichte. 1931 erhielt er eine Anstellung als Hilfslehrer an der kantonalen Handelsschule Zürich, wo er ebenfalls die vorher genannten Fächer unterrichtete und 1935 zum Hauptlehrer für Deutsch und Englisch aufstieg. Nach seiner Pensionierung 1960 unterrichtete er noch weiter als Hilfslehrer bis 1967.
Nach der Gründung der Neuen Front durch freisinnige Kreise 1930 schloss sich Paul Lang dieser Gruppe an und übernahm 1931 als Referent den Vortragszyklus «Tote oder lebendige Schweiz?» In dieser Vortragsreihe und einer daran anschliessenden Publikation begründete er die Ablehnung der direkten Demokratie, indem er die Ansicht vertrat, das demokratische Prinzip in der Schweiz habe sich erschöpft. Der Einzelne werde durch die Masse unterdrückt und die Elite vernachlässigt, weshalb es zu einer Gegenbewegung im Zeichen des Aristokratismus kommen müsse. Diese Gegenbewegung erkannte er in den Bewegungen des Faschismus in Italien und des Nationalsozialismus in Deutschland. Lang meinte, die Schweiz könne sich dieser gesamteuropäischen Bewegung nicht entziehen und müsse sich anpassen. 
Langs theoretisches Geschichtsverständnis war mechanisch und er glaubte, sie gehorche den Gesetzen des Pendels, so dass nach dem Ausschlagen in Richtung Demokratie im 19. Jahrhundert nun zwangsläufig wieder ein Ausschlag in Richtung Aristokratie folge. Er nannte dies das «Gesetz des historischen Kontrapunktes». Lang beeinflusste mit dieser Geschichtstheorie gemäss der Bewertung des Historikers Walter Wolf die schweizerische Frontenbewegung sehr stark und sei damit dafür verantwortlich, dass sie sich in Richtung Autoritarismus und Faschismus bewegte.
Lang vertrat innerhalb der Frontenbewegung den Ansatz, dass die Kollegialregierung des Bundesrates durch die Einführung des Amtes eines Landammanns ersetzt werden sollte, der einen Gegenpol persönlich aristokratischer Art zum Pol des demokratischen Volkes schaffen würde. Dieser Landammann sollte für mehrere Jahre gewählt werden und die Politik bestimmen. Ähnlich wie der US-Präsident sollte er die Minister direkt selber ernennen. Zusätzlich sollte er sich aber auch über die Gewaltentrennung hinwegsetzen können.
Nach dem Zweiten Weltkrieg zog sich Lang aus der Politik zurück. Er verstarb 1970 bei einem Unfall in Faido.

## Veröffentlichungen (Auswahl)
- Tote oder lebendige Schweiz. Versuch eines Systems politischer Morphologie, entwickelt an der Dynamik des eidgenössischen Staates. Drei Vorträge, gehalten am 5.,12. und 19. Mai 1931 in der Neuen Front. Mit einem Nachwort von Robert Tobler. Zürich 1932.
- Lebendige Schweiz (= Schriften der Nationalen Front. Band 10). Zürich 1935.